# Konstantin Ivanovich Beskov
Konstantin Ivanovich Beskov (tiếng Nga: Константин Иванович Бесков) (18 tháng 11 năm 1920 – 6 tháng 5 năm 2006) là một cựu cầu thủ và huấn luyện viên bóng đá của Liên Xô và Nga.

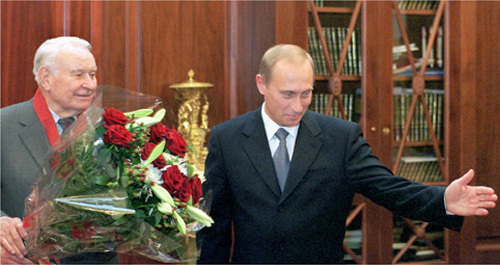
Vladimir Putin và Konstantin Beskov năm 2000

Beskov sinh tại Moskva. Thời gian nổi bật trong sự nghiệp cầu thủ khi ông chơi cho Dynamo Moskva ở vị tri tiền đạo, ghi 126 bàn thắng. Sau khi kết thúc sự nghiệp cầu thủ ông có một sự nghiệp huấn luyện viên thành công khi từng dẫn dắt các câu lạc bộ mạnh của Liên Xô ở Moskva là Dynamo và Spartak.
Ông cũng là huấn luyện viên trưởng của đội tuyển bóng đá Liên Xô tham dự vòng chung kết EURO 64 và World Cup 1982.

## Danh hiệu thể thao

### Cầu thủ
- Vô địch quốc gia Liên Xô: 1945 1949
- Cúp bóng đá Liên Xô: 1953

### Huấn luyện viên
Spartak Moskva
- Vô địch quốc gia Liên Xô: 1979 1987

Dynamo Moskva
- Cúp bóng đá Liên Xô: 1967 1970
- Cúp bóng đá Nga với Dynamo Moskva: 1995

## Danh hiệu khác
- Huân chương Lenin